# Дівчина в цирку
Дівчина в цирку (рос. Девочка в цирке) — радянський мультиплікаційний фільм для дітей російською мовою. Знятий Валентиною і Зінаїдою Брумберг за сценарієм Юрія Олеші. Вийшов на екрани в 1950 році. Сучасна інтерпретація казки «Подарунки феї».

## Сюжет
Недбайлива й лінива дівчинка вирушила на цирк, не зробивши домашнє завдання. На арені клоун-фокусник запропонував хлопцям замінити неправильно написане слово.